# 起绒草
起绒草（学名：Dipsacus fullonum）为川续断科川续断属下的一个种。

## 扩展阅读
- 維基物種上的相關：起绒草